# Larry le dingue, Mary la garce
Pour plus de détails, voir Fiche technique et Distribution.
Larry le dingue, Mary la garce (titre original : Dirty Mary Crazy Larry) est un film américain réalisé par John Hough, sorti en 1974, mettant en vedette Peter Fonda, Susan George, Adam Roarke et Vic Morrow.
Le film suit le pilote de course Larry et son mécanicien Deke qui réussissent de manière astucieuse à voler la recette d'un supermarché, soit 150 000 $, afin de pouvoir financer leur entrée dans un circuit international de course automobile. Obligés d'emmener Mary Coombs, une rencontre d'un soir de Larry qui a été témoin du vol, ils parviennent à passer à travers tous les barrages que les policiers mettent sur leur route. Le capitaine Franklin (Vic Morrow), qui dirige l'opération, finit par en faire une affaire personnelle et tente de les arrêter par tous les moyens possibles. Le trio réussit à passer au travers les mailles du filet mais, dans un moment de distraction du chauffeur, leur auto entre en collision avec un train, ce qui les tue instantanément.

## Synopsis
Deux espoirs de NASCAR, le pilote Larry Rayder (Peter Fonda) et son mécanicien Deke Sommers (Adam Roarke), exécutent avec succès un braquage de supermarché pour financer leur saut dans les grandes courses automobiles. Ils extorquent 150 000 $ en espèces à un gérant (George Stanton) de supermarché en retenant sa femme et sa fille en otage.
En s'échappant, ils sont confrontés à l'aventure d'un soir de Larry, Mary Coombs Susan George. Elle les contraint à l'emmener avec eux  dans leur Chevrolet Impala modifiée de 1966. Le shérif peu orthodoxe, le capitaine Everett Franklin, poursuit le trio de manière obsessionnelle dans un coup de filet, seulement pour trouver ses voitures de patrouille démodées incapables d'attraper les trois fugitifs après avoir abandonné l'Impala pour une Dodge Charger R/T 440 de 1969 de couleur verte fluo dans un marché aux puces. .
Dans le cadre du plan d'évacuation, le véhicule de Larry entre dans une vaste noyeraie, où les arbres fournissent une couverture importante du suivi aérien, et les nombreuses routes qui se croisent ("avec soixante sorties distinctes et séparées") rendent les barrages routiers inefficaces. Le trio échappe à plusieurs voitures de patrouille Dodge Polara, à un intercepteur de police haute performance spécialement préparé et même au capitaine Franklin lui-même dans un hélicoptère Bell JetRanger. Croyant qu'ils ont finalement battu la police, Larry et sa compagnie rencontrent leur destin lorsqu'ils entrent en collision avec un train de marchandises tiré par une locomotive Alco S-1.

## Fiche technique
- Titre : Larry le dingue, Mary la garce
- Titre original : Dirty Mary Crazy Larry
- Réalisation : John Hough
- Assistant réalisateur : Ronald L. Schwary
- Scénario : Leigh Chapman et Antonio Santean d'après le roman de Richard Unekis, The Chase
- Production : Norman T. Herman, Mickey Zide et James H. Nicholson (non crédité)
- Photographie : Michael D. Margulies
- Son : Donald F. Johnson
- Décors : Philip Leonard
- Costumes : Carolyn Fitzsimmons, Phyllis Garr
- Musique : Jimmie Haskell
- Montage : Christopher Holmes
- Effets spéciaux : Greg Auer
- Sociétés de production : Academy Pictures Corporation et Twentieth Century Fox
- Société de distribution : Twentieth Century Fox
- Pays d'origine :  États-Unis
- Format : couleur par DeLuxe — 1.85:1 — monophonique (Westrex Recording System) — 35 mm
- Langue : anglais
- Genre : Film policier
Film d'action
Thriller
- Durée : 93 minutes
- Dates de sortie : 
  -  États-Unis : 17 mai 1974
  -  France : 3 octobre 1974

## Distribution
- Peter Fonda (VF : Philippe Ogouz) : Larry
- Susan George (VF : Jeanine Forney) : Mary Coombs
- Adam Roarke (VF : Serge Lhorca) : Deke Summers
- Vic Morrow (VF : Claude Joseph) : le capitaine Everett Franklin
- Kenneth Tobey (VF : Claude Bertrand) : le sherif Carl Donahue
- Eugene Daniels : Hanks
- Lynn Borden (VF : Nicole Favart) : Evelyn Stanton
- Jeanear Hines : Millie
- Adrianne Herman : Cindy Stanton
- James W. Gavin (VF : Marc de Georgi) : le pilote de l'hélicoptère
- Tom Castranova (VF : Roger Rudel) : Steve
- Al Wyatt Sr. (VF : Jacques Deschamps) : le barman
- Al Rossi (VF : Jean-Louis Maury) : Surl
- Elizabeth James (VF : Ginette Pigeon) : la répartitrice de la Police
- Dick Warlock : le policier no 7
- Ted White : un policier
- Roddy McDowall (VF : Roger Crouzet) : George Stanton (non crédité)

## À noter
- La voiture de Larry est une Dodge Charger 1969 modèle sport. Les autos-patrouilles sont toutes des Dodge Polara de 1972.
- L'hélicoptère que l'on voit dans le film est un Jet Ranger Bell 206B, qui a également été utilisé dans le film La Tour infernale la même année.
- Le tournage a eu lieu en Californie à l'automne 1973. Le supermarché est situé à Sonora. La scène du pont a été tournée à Tracy. Les routes aperçues dans le film sont celles des régions de Stockton, Linden et Clements.
- Le budget du film était de 2 000 000 $.
- La scène finale de l'accident avec le train apparaît dans le générique de début de la série TV des années 1980 L'Homme qui tombe à pic avec Lee Majors.